# Eupterote discordans
Eupterote discordans är en fjärilsart som beskrevs av Butler 1881. Eupterote discordans ingår i släktet Eupterote och familjen Eupterotidae. Inga underarter finns listade i Catalogue of Life.